# Laurea
La laurea è un titolo di studio universitario rilasciato da un istituto di istruzione superiore, generalmente un'università, dopo aver completato un ciclo di studi universitari. Nell'Unione europea deve essere rilasciato dalle università secondo le convenzioni del processo di Bologna.

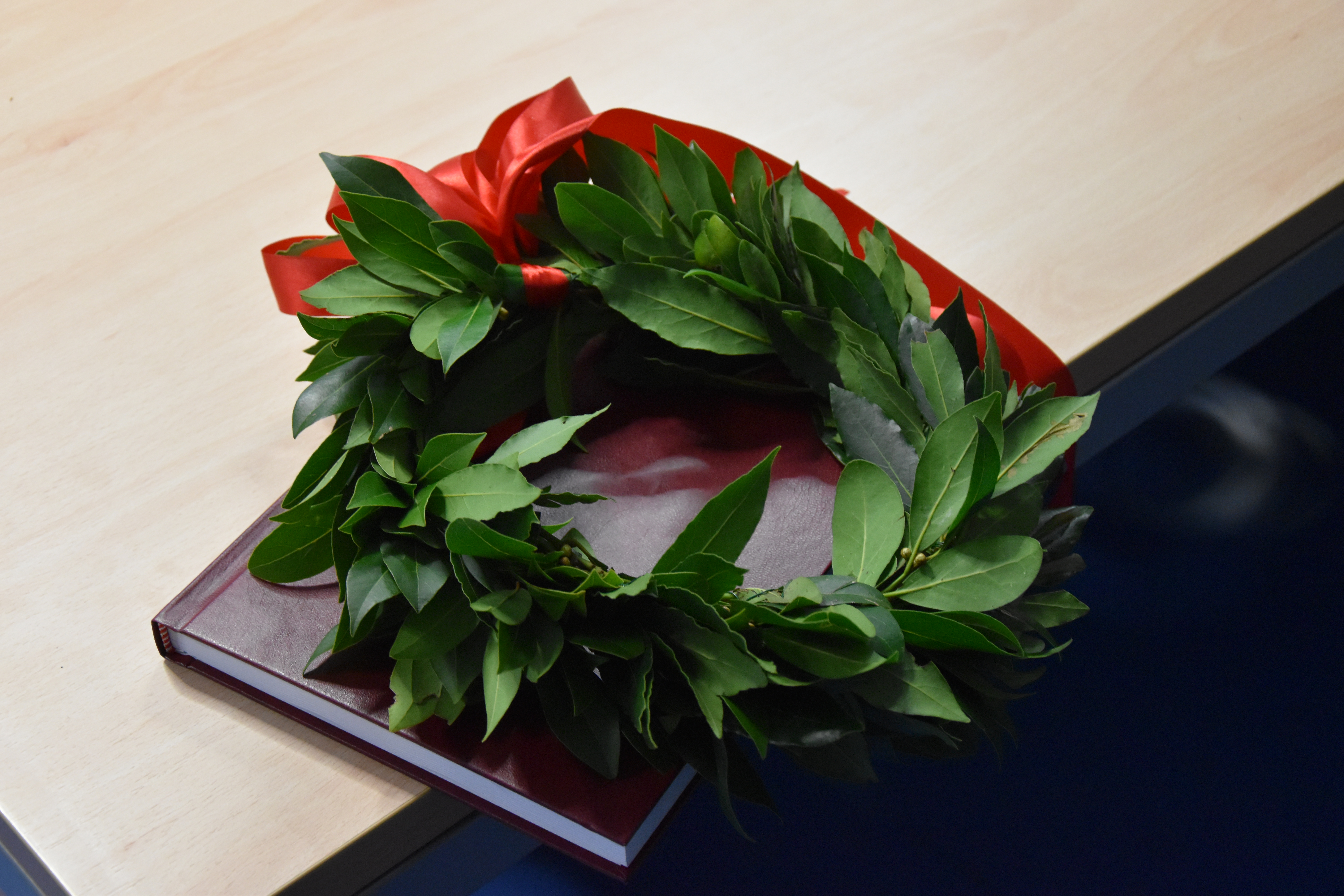
In Italia è tradizione recente porre una corona di alloro sul capo di uno studente che ha conseguito la laurea.

## Etimologia
La parola deriva dal latino laurea, femminile di laureus (cinto d'alloro, laurus in lingua latina). Questo aggettivo poteva inoltre essere preceduto dal sostantivo corona e, in tal caso, indicava la corona d'alloro, il lauro imperiale o poetico. La simbologia con il lauro (o alloro) è dovuta al fatto che la scuola di Aristotele si svolgeva lungo un percorso chiamato peripato, nelle vicinanze del tempio di Apollo Licio (da cui deriva anche la parola liceo). Inoltre, la stessa simbologia è legata alla leggenda di Apollo e Dafne, dove quest'ultima si trasforma in alloro per sfuggire ai corteggiamenti di Apollo e una volta trasformata verrà abbracciata o cinta da Apollo (la conoscenza).

## Nel mondo

### Città del Vaticano
Il baccalaureato è uno dei titoli accademici ecclesiastici, nonché il primo titolo di studio che si ottiene nelle facoltà e università pontificie.

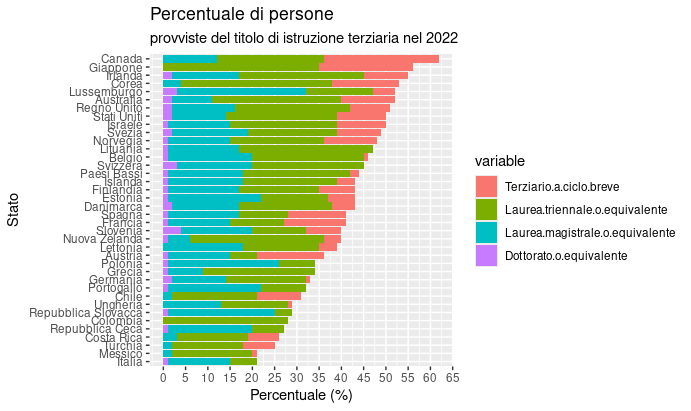
Fonte:[https://www.oecd-ilibrary.org/sites/e13bef63-en/1/3/2/1/index.html?itemId=/content/publication/e13bef63-en&_csp_=a4f4b3d408c9dd70d167f10de61b8717&itemIGO=oecd&itemContentType=book#tablegrp-d1e3347-50bef92a42 OECD

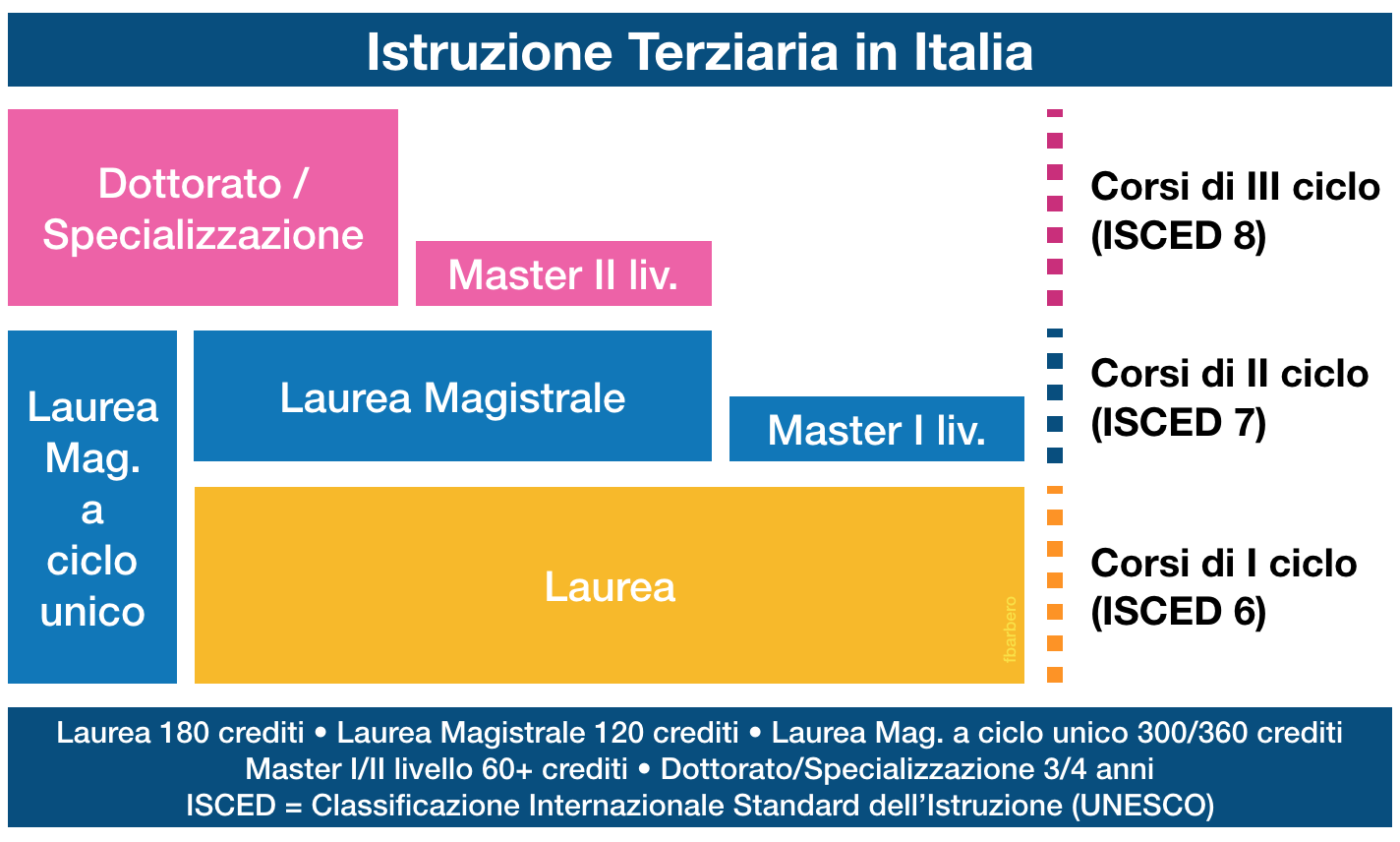
L'istruzione terziaria in Italia

### Francia
Le lauree rilasciate dalle università in Francia si suddividono in: 
- Licence 1 (L1) = 1º anno della Laurea Triennale
- Licence 2 (L2) = 2º anno della Laurea Triennale
- Licence 3 (L3) = 3º anno della Laurea Triennale
- Master 1 (M1) = 1º anno della Laurea Magistrale
- Master 2 (M2) = 2º anno della Laurea Magistrale

### Germania
I diplomi di laurea delle università in Germania sono:
- Laurea triennale; (detta Bachelor)
- Laurea magistrale/specialistica. (detta Master)

I corsi universitari si concludono con un esame di diploma (Diplomabschluß), di magistero (Magisterabschluß, specie nelle facoltà umanistiche) o di Stato (Staatsexam, per chi studia giurisprudenza o medicina e per chi vuole insegnare).

### Italia
Originariamente gli ordinamenti delle lauree nell'università in Italia, ai sensi del Regio Decreto 30 settembre 1938, n. 1652, prevedevano un numero variabile di esami, raggruppati per annualità, solitamente da 19 a 58. Un’annualità si maturava attraverso esami annuali o semestrali, ed era l’unità di misura degli esami universitari. La laurea era il principale titolo accademico, fino all'introduzione del dottorato di ricerca nella prima metà degli anni 1980, e al diploma universitario, introdotto nel 1990. Successivamente, in conformità al processo di Bologna, l'art. 17, comma 95, della legge 15 maggio 1997, n. 127 in attuazione della quale venne emanato il decreto MURST 3 novembre 1999, n. 509 - che per la prima volta introdusse una preliminare disciplina relativa al master universitario - venne introdotto un sistema definito percorso ad Y, con la riforma venne anche introdotto il sistema dei crediti formativi universitari, entrato in vigore nell'anno accademico 2001-2002. Il decreto ministrriale 22 ottobre 2004, n. 270 ha successivamente modificato alcuni aspetti della riforma. 
In tale sistema, al termine del primo ciclo viene rilasciata la laurea che ha una durata di 3 anni, al termine del secondo ciclo di durata biennale, di ulteriori 120 crediti formativi viene rilasciata una laurea magistrale detta precedentemente laurea specialistica e rinominata laurea magistrale dall'ordinamento del 2004. Nel nuovo ordinamento dei corsi di studio, le lauree sono raggruppate in classi di afferenza. In ogni caso, al termine di ciascun livello formativo, è possibile l'accesso a «corsi di perfezionamento scientifico e di alta formazione permanente e ricorrente» o corsi di specializzazione (da non confondere con la laurea specialistica): corsi di perfezionamento e master universitari. I diplomi di laurea degli ordinamenti previgenti l'entrata in vigore del D.M. n. 509/1999 sono equipollenti alle lauree magistrali.
Il comparto universitario AFAM, settore accademico per la formazione artistica, istituito con la legge 21 dicembre 1999, n. 508 all'interno del sistema italiano di istruzione superiore come anticipato dalla Costituzione italiana all'articolo 33, al termine del primo ciclo, di durata triennale, rilascia il diploma accademico di primo livello (laurea) e al termine del secondo, di durata biennale, il diploma accademico di secondo livello (laurea magistrale).

### Regno Unito
I principali diplomi di laurea rilasciati dalle università nel Regno Unito sono:
- Bachelor of Arts – BA (Materie Umanistiche)
- Bachelor of Science – BSc (Materie Scientifiche)
- Bachelor of Education – BEd (Scienze dell’Educazione)
- Bachelor of Engineering – BEng (Ingegneria)
- Bachelor of Law – LLB (Diritto)
- Bachelor of Medicine – MB o BS (Medicina)

### Stati Uniti d'America
Nelle università negli Stati Uniti il bachelor's degree è un titolo accademico rilasciato dal sistema universitario in alcuni paesi anglosassoni. Si consegue al termine di un corso di studi generalmente della durata di tre o quattro anni, a seconda della disciplina prevista dal singolo Stato federato degli Stati Uniti d'America.
Nei Paesi anglosassoni le tesi di laurea sono introdotte da un breve abstract (che solitamente indica obiettivi, metodo, risultati e conclusioni della ricerca) e da una declaration in cui lo studente dichiara di non aver copiato altrove l'elaborato, di non averlo utilizzato per altre tesi di laurea e di avere indicato nelle references tutte le fonti utilizzate. Diversamente dalle tesi europee, bibliografia e sitografia non sono riportate in due sezioni specifiche, ma sono elencate tutte assieme.

## Riconoscimento e valore legale
Il valore legale del titolo di studio indica il grado di ufficialità e la validità di un titolo di studio, riconosciuti ai sensi della legge o da atti giuridici aventi la stessa forza o autorizzati dalla legge vigente nei vari Stati del mondo.

## Laurea breve
In Italia, la laurea breve in origine era una laurea con una durata inferiore a cinque anni. Si tratta di tutte quelle lauree precedenti all'ordinamento decreto 509/1999 che sono equipollenti a una laurea a ciclo unico o comunque alla laurea specialistica, detta magistrale a partire dall'ordinamento decreto 270/2004, conseguita attraverso un ciclo unico oppure due cicli completi per un totale di almeno cinque anni. Per esempio, la laurea in giurisprudenza durava quattro anni, prima della riforma introdotta col decreto 509/1999, ed è una laurea breve equipollente a quelle a ciclo unico oppure conseguite sempre in cinque anni attraverso due cicli (primo e secondo livello). Anche la laurea in infermieristica aveva una durata di tre anni, quindi inferiore a cinque anni, ma equipollente alle attuali lauree magistrali che si conseguono dopo cinque anni. 

## Equipollenza dei titoli di studio universitari
Di seguito una tabella riassuntiva: 
| Tipo di Laurea | numero di c.f.u.                         | titolo conseguito                                             | titolo equipollente (angolofono) |
| --- | ---------------------------------------- | ------------------------------------------------------------- | -------------------------------- |
| Laurea | 180 c.f.u. (60 c.f.u. per ogni anno)     | Dottore                                                       | Bachelor's degree                |
| Laurea magistrale | 120 c.f.u. (60 c.f.u per ogni anno)      | Dottore magistrale                                            | Master's degree                  |
| Laurea magistrale a ciclo unico | 300/360 c.f.u. (60 c.f.u. per ogni anno) | Dottore magistale                                             | Master's degree                  |
| Laurea a ciclo unico degli ordinamenti previgenti il decreto ministeriale n. 509/1999 (durata variabile a seconda del corso - se inferiore ai cinque anni era detta "laurea breve"-; era accessibile dopo la maturità) | senza c.f.u.                             | Dottore equipollente all'attuale titolo di Dottore magistrale | Master's degree                  |
| Dottorato di ricerca | variabile (60 c.f.u per ogni anno)       | Dottore ricercatore                                           | Doctor                           |